# MP28
MP28 (нем. Maschinenpistole 28), — также встречаются такие обозначения, как MP28/II, MP28,II или MP28.II — немецкий пистолет-пулемёт, дальнейшее развитие MP18 системы Луиса и Хуго Шмайссеров. Выпускался фирмой C.G. Haenel в городе Зуль.

## История
В 1925 году Инспекция оружия и технического имущества рейхсвера испытала модернизированный пистолет-пулемёт Шмайссера на полигоне Куммерсдорф. После испытаний Хуго Шмайссер внёс изменения в конструкцию, и в 1928 году появился MP 28 II. Главным отличием от MP 18 стало использование рядного 32-патронного магазина вместо сложного и сравнительно ненадёжного барабанного от артиллерийского «Люгера». Кроме того, появился переводчик огня, отсутствовавший на МР18.
Так как статьи Версальского договора запрещали Германии разработку пистолетов-пулемётов как военного оружия, МР28 производился на экспорт и в качестве «полицейского» оружия. С этим связано огромное количество вариантов под различные патроны, в соответствии с требованиями различных рынков сбыта: 7,63×25 мм Mauser, 7,65 × 21 мм Парабеллум, 9×19 мм Luger, 9×23 мм Largo, 9×25 мм Mauser Export и даже .45 ACP (11,43×25 мм). Также лицензия на его производство была продана в Бельгию, где его производила фирма Bayard (по другой информации — Anciens Etablissments Pieper S.A.), там он был принят на вооружение как Mitrailette Modele 1934 (Schmaisser-Bayard Mitraillete 34). Бельгийский вариант поставлялся в Испанию, Китай, Японию, Южную Африку и Южную Америку. Кроме того, очень близкие по конструкции образцы были приняты на вооружение в буржуазной Эстонии[неизвестный термин] (Tallin Arsenal), Японии и Англии (Lanchester).
Пистолеты-пулемёты этого типа, в основном бельгийского производства, широко использовались в Гражданской войне в Испании, причём республиканцы выпускали его копию под обозначением Naranjero.
Копия MP.28 производилась в Китае.
После прихода к власти Гитлера Германия постепенно стала отходить от соблюдения статей Версальского договора. Между тем, Вермахт поначалу не проявлял особого интереса к пистолетам-пулемётам. В конечном итоге на его вооружение были приняты иные, более совершенные образцы, разработанные конкурентами «Хенеля». Однако МР28 всё же использовался во Второй мировой войне, преимущественно — частями Waffen SS, «полицаями» и SD. После оккупации Бельгии, МР28 бельгийского производства был принят на вооружение под обозначением Maschinenpistole 740(b), но использовался исключительно местными оккупационными войсками, полицией и частями SD.
В ходе Великой Отечественной войны трофейные MP-28 использовались советскими войсками.

## Конструкция
MP.28 имел стандартную для своего времени конструкцию, со свободным затвором, стрельба велась с открытого затвора автоматическим или одиночным огнём. Переводчик видов огня был расположен над спусковым крючком и имел вид поперечной кнопки. Магазин, как и на МР18, примыкался слева. Для неполной разборки оружие «переламывалось» вокруг оси, соединяющей ствольную коробку с ложей.
Прицел секторного типа, был проградуирован на дальности от 100 до 1000 метров (хотя действительная дальность стрельбы составляла 300 метров), прицельная стрельба на расстояние до 1000 метров была невозможна, однако в то время считалось, что пистолет-пулемёт будет играть роль своего рода лёгкого ручного пулемёта, и прицельные приспособления созданных в то время образцов этого оружия выполнялись в расчёте на такие задачи, как ведение беспокоящего огня по групповой цели на дальности, исключающей прицельную стрельбу.
32-зарядный магазин был двухрядным, но на выходе патроны перестраивались в один ряд, что снижало надёжность подачи (эта система магазина, разработанная Шмайссером, была стереотипно повторена на всех немецких ПП предвоенного и военного периода, а также английском СТЭНе).